# Санта-Марія-ла-Карита
Санта-Марія-ла-Карита (італ. Santa Maria la Carità) — муніципалітет в Італії, у регіоні Кампанія,  метрополійне місто Неаполь.
Санта-Марія-ла-Карита розташована на відстані близько 220 км на південний схід від Рима, 26 км на південний схід від Неаполя.
Населення — 11 789 осіб (2014).

## Демографія
Населення за роками:

Станом на 1 січня 2023 року в муніципалітеті офіційно проживало 157 іноземців з 22 країн, серед них 48 громадян країн Євросоюзу та 15 громадян України.

## Сусідні муніципалітети
- Кастелламмаре-ді-Стабія
- Граньяно
- Помпеї
- Сант'Антоніо-Абате
- Скафаті